# Чаришський
Чари́шський (рос. Чарышский) — селище у складі Краснощоковського району Алтайського краю, Росія. Входить до складу Краснощоковської сільської ради.

## Населення
Населення — 134 особи (2010; 181 у 2002).
Національний склад (станом на 2002 рік):
- росіяни — 98 %